# Dan Rhodes
Dan Rhodes (* 1972 im Vereinigten Königreich) ist ein britischer Autor.
Dan Rhodes hat Creative Writing an der University of Glamorgan studiert, war Lehrer in Ho-Chi-Minh-Stadt, Barmann im Pub seiner Eltern und arbeitete auf einer Obst und Gemüsefarm.
Er ist verheiratet und lebt in Schottland.

## Werke
Auf Deutsch sind Timoleon kehrt zurück (Timoleon Vieta come home: A Sentimental Journey, 2003) und Lady Di oder Das kleine weiße Auto (The Little White Car, 2004), das er zuerst unter dem Pseudonym Danuta de Rhodes veröffentlichte, erhältlich. Noch nicht auf Deutsch erschienen sind: Anthropology: and a hundred other stories (2000) und Don't Tell Me The Truth About Love (2001), Gold (2007).

## Ehrungen
„Anthropology“ war in der engeren Auswahl für den Macmillan Silver Pen Award. „Timoleon kehrt zurück“ gewann 2004 den QPB New Voices Award, den Authors’ Club First Novel Award und war in der engeren Auswahl für den Prince Maurice Prize und den John Llewellyn Rhys Prize.